# Муллакаєво (Архангельський район)
Муллака́єво (рос. Муллакаево, башк. Муллаҡай) — присілок у складі Архангельського району Башкортостану, Росія. Входить до складу Арх-Латиської сільської ради.
Населення — 201 особа (2010; 228 в 2002).
Національний склад:
- башкири — 98 %